# Michaił Chruniczew
Michaił Wasiljewicz Chruniczew, ros. Михаи́л Васи́льевич Хру́ничев (ur. 22 marca?/4 kwietnia 1901 w Szubinskim Rudniku k. Bachmutu, zm. 2 czerwca 1961 w Moskwie) – radziecki polityk, I zastępca ludowego komisarza amunicji ZSRR (1942–1946), komisarz ludowy i minister przemysłu lotniczego ZSRR (1946–1953), zastępca przewodniczącego Rady Ministrów ZSRR (1955–1956 i 1961), Bohater Pracy Socjalistycznej (1945).

## Życiorys
Pochodził z rodziny górnika z Donbasu, od 1914 pracował jako posłaniec, listonosz i czeladnik ślusarski. Od 1920 służył w Armii Czerwonej, m.in. jako politruk, a od 1924 w milicji. 1921 przyjęty do RKP(b). Zastępca okręgowego komendanta milicji w Ługańsku. W latach 1929–1932 pracował w instytucjach gospodarczych w Ługańsku, 1935 ukończył Ukraińską Akademię Przemysłową - Wszechzwiązkowy Instytut Gospodarczy. W latach 1932–1937 zastępca dyrektora i dyrektor fabryki wojskowej w Zielenodolsku. Od listopada 1937 szef 12 Głównego Zarządu, a od 19 maja 1938 do stycznia 1939 zastępca ludowego komisarza przemysłu obronnego ZSRR. Od 1939 do 1942 zastępca ludowego komisarza przemysłu lotniczego ZSRR, od 1942 do stycznia 1946 I zastępca ludowego komisarza amunicji ZSRR, a od 5 stycznia 1946 do 15 marca 1953 minister przemysłu lotniczego ZSRR. 18 listopada 1944 mianowany generałem porucznikiem służby inżynieryjno-technicznej. Od 14 października 1952 do śmierci członek KC KPZR. Od 1953 do 28 lutego 1955 I zastępca ministra średniego przemysłu maszynowego ZSRR, od 28 lutego 1955 do 25 grudnia 1956 zastępca przewodniczącego Rady Ministrów ZSRR. Od 25 grudnia 1956 do maja 1957 zastępca przewodniczącego Państwowej Komisji Planowania Gospodarczego Rady Ministrów ZSRR, od 24 maja 1957 do 8 kwietnia 1961 zastępca przewodniczącego Państwowego Komitetu Planowania - minister ZSRR. Od 8 kwietnia 1961 do śmierci ponownie zastępca przewodniczącego Rady Ministrów ZSRR i równocześnie przewodniczący Państwowego Komitetu Rady Ministrów ZSRR ds. koordynacji prac naukowo-technicznych. Deputowany do Rady Najwyższej ZSRR 2 i 5 kadencji. Pochowany na cmentarzu przy Murze Kremlowskim na placu Czerwonym.

## Odznaczenia i nagrody
- Medal Sierp i Młot Bohatera Pracy Socjalistycznej (16 września 1945)
- Order Lenina (siedmiokrotnie - m.in. 8 września 1941, 24 listopada 1942, 5 sierpnia 1944, 16 września 1945, 3 kwietnia 1951)
- Order Suworowa II klasy (18 listopada 1944)
- Order Czerwonego Sztandaru Pracy
- Nagroda Stalinowska (dwukrotnie)

I medale.